# PICMG
PICMG (PCI Industrial Computer Manufacturers Group) は、450社以上の企業によるコンソーシアムであり、高性能電気通信や産業用コンピュータなどのオープン標準の策定を行っている。参加企業は、この業界で製品を開発し使用してきた長い経験を持つ。
1994年に創設された当時は、PCI規格の推進を目的としていたが、現在は通信/産業/軍需などの用途向けのオープン標準のコンピュータアーキテクチャの開発やガイドラインの実装に注力している。策定した規格としては、AdvancedTCA、AdvancedMC、MicroTCA、COM Express、CompactPCI などがある。

## 共同プロジェクト
PICMG は他の業界団体（たとえば、Service Availability Forum）と共同作業を活発に行っている。2004年12月、PICMG代表者は他の団体の代表者らと会合を持ち、これがコンソーシアムのコンソーシアムとも言うべき Mountain View Alliance となった（商用オフザシェルフシステムの推進を行う団体）。